# Klaus Knopper

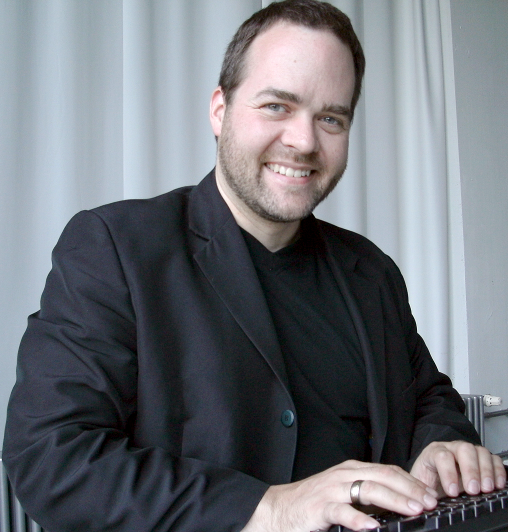
Klaus Knopper (2009)

Klaus Knopper (* 1968 in Ingelheim) ist der Entwickler der Linux-Distribution Knoppix und von LINBO. 
Knopper studierte an der Universität Kaiserslautern und schloss dort sein Hochschulstudium als Diplom-Ingenieur der Elektrotechnik ab. Während seiner Studienzeit betreute er den deutschen Schachserver GICS.
Er arbeitet als selbständiger IT-Berater und Entwickler im Open-Source-Umfeld und gibt auch Kurse zu verschiedenen Themen rund um freie Software. Außerdem ist er als Professor an der Hochschule Kaiserslautern, Standort Zweibrücken im Fachbereich Betriebswirtschaft tätig, wo er bekannt ist für seine Vorlesungen mit Inhalten rund um das Thema IT. 
Zudem hat Knopper den LinuxTag e. V. mitgegründet, welcher der Träger der gleichnamigen europäischen Linux-Messe und -Konferenz ist. 2005 verließ Knopper allerdings den Verein.
Angeregt durch die Erfahrungen seiner blinden Ehefrau entwickelte Knopper die nach ihr benannte in Knoppix integrierte Lösung ADRIANE, die es Blinden vereinfacht, Computer zu nutzen, indem sie ihnen den Bildschirminhalt in gesprochene Sprache übersetzt.